# Paijifa
Paijifa is een historisch merk van scooters uit Taiwan.
De bedrijfsnaam was Paijifa Industrial Co. of Taiwan
Het bedrijf produceerde vanaf 1976 een aantal jaren de 150 cc tweetakt-versie van de Indiase Bajaj Chetak scooter in licentie. Bajaj Auto produceerde deze scooter, die oorspronkelijk van het Italiaanse Piaggio stamde, op haar beurt in licentie tot 1971. 